# Manchester Titans
I Manchester Titans sono una squadra di football americano, di Manchester, in Inghilterra; fondati nel 2003, hanno vinto 1 titolo di campione britannico di secondo livello (coincidente con il BritBowl di categoria).

## Dettaglio stagioni

### Tornei nazionali

#### Campionato

##### BAFA NL Premiership
| Stagione | regular season | regular season | regular season | regular season | regular season | regular season | playoff | playoff | playoff | playoff | playoff | playoff    | playoff         |
|          | Vin            | Par            | Per            | Tot            | PF             | PS             | Vin     | Per     | Tot     | PF      | PS      | risultato  | avversaria      |
| -------- | -------------- | -------------- | -------------- | -------------- | -------------- | -------------- | ------- | ------- | ------- | ------- | ------- | ---------- | --------------- |
| 2018     | 7              | 0              | 3              | 10             | 355            | 297            | 0       | 1       | 1       | 0       | 43      | Semifinale | London Warriors |
| 2019     | 7              | 0              | 3              | 10             | 277            | 170            | 0       | 1       | 1       | 0       | 63      | Semifinale | London Warriors |
| 2022     | 9              | 0              | 1              | 10             | 510            | 81             | 2       | 0       | 2       | 69      | 34      | Campioni   | London Warriors |
| Totale   | 23             | 0              | 7              | 30             | 1142           | 548            | 2       | 2       | 4       | 69      | 140     |            |                 |

Fonti: Enciclopedia del Football - A cura di Massimo Mezzetti

##### Sapphire Series Division One/NWFL Premiership
| Stagione | regular season | regular season | regular season | regular season | regular season | regular season | playoff | playoff | playoff | playoff | playoff | playoff      | playoff                 |
|          | Vin            | Par            | Per            | Tot            | PF             | PS             | Vin     | Per     | Tot     | PF      | PS      | risultato    | avversaria              |
| -------- | -------------- | -------------- | -------------- | -------------- | -------------- | -------------- | ------- | ------- | ------- | ------- | ------- | ------------ | ----------------------- |
| 2017     | 2              | 1              | 3              | 6              | 199            | 163            | 0       | 2       | 2       | 20      | 88      | Quarto posto | Hertfordshire Tornadoes |
| 2018     | 3              | 0              | 3              | 6              | 169            | 111            | 0       | 2       | 2       | 2       | 76      | Quarto posto | London Warriors         |
| 2018-19  | 1              | 0              | 7              | 8              | 56             | 314            | -       | -       | -       | -       | -       | -            | -                       |
| 2022     | 3              | 0              | 5              | 8              | 150            | 206            | -       | -       | -       | -       | -       | -            | -                       |
| Totale   | 9              | 1              | 18             | 28             | 574            | 794            | 0       | 4       | 4       | 22      | 164     |              |                         |

Fonti: Enciclopedia del Football - A cura di Massimo Mezzetti

##### BAFA NL National/BAFA NL Division One
| Stagione | regular season | regular season | regular season | regular season | regular season | regular season | playoff | playoff | playoff | playoff | playoff | playoff          | playoff           |
|          | Vin            | Par            | Per            | Tot            | PF             | PS             | Vin     | Per     | Tot     | PF      | PS      | risultato        | avversaria        |
| -------- | -------------- | -------------- | -------------- | -------------- | -------------- | -------------- | ------- | ------- | ------- | ------- | ------- | ---------------- | ----------------- |
| 2014     | 5              | 1              | 4              | 10             | 354            | 206            | -       | -       | -       | -       | -       | -                | -                 |
| 2016     | 7              | 0              | 3              | 10             | 259            | 152            | 0       | 1       | 1       | 24      | 35      | Quarti di finale | Sandwell Steelers |
| 2017     | 9              | 0              | 1              | 10             | 379            | 105            | 3       | 0       | 3       | 102     | 56      | Campioni         | London Olympians  |
| Totale   | 21             | 1              | 8              | 30             | 992            | 463            | 3       | 1       | 4       | 126     | 91      |                  |                   |

Fonti: Enciclopedia del Football - A cura di Massimo Mezzetti

##### BAFA NL Division Two
| Stagione | regular season | regular season | regular season | regular season | regular season | regular season | playoff | playoff | playoff | playoff | playoff | playoff                        | playoff             |
|          | Vin            | Par            | Per            | Tot            | PF             | PS             | Vin     | Per     | Tot     | PF      | PS      | risultato                      | avversaria          |
| -------- | -------------- | -------------- | -------------- | -------------- | -------------- | -------------- | ------- | ------- | ------- | ------- | ------- | ------------------------------ | ------------------- |
| 2015     | 10             | 0              | 0              | 10             | 555            | 55             | 1       | 1       | 1       | 72      | 31      | Semifinale Northern Conference | Peterborough Saxons |
| Totale   | 10             | 0              | 0              | 10             | 555            | 55             | 1       | 1       | 1       | 72      | 31      |                                |                     |

Fonti: Enciclopedia del Football - A cura di Massimo Mezzetti

### Riepilogo fasi finali disputate
| Anno             | Luogo      | Evento                       | Fase del torneo            | Incontro                                    | Risultato |
| 6 settembre 2015 |            | BAFA NL Division Two         | Semifinale                 | Manchester Titans - Peterborough Saxons     | 18 - 24   |
| 7 agosto 2016    |            | BAFA NL Division One         | Quarti di finale           | Sandwell Steelers - Manchester Titans       | 35 - 24   |
| 8 aprile 2017    | Leeds      | Sapphire Series Division One | Semifinale di consolazione | Hertfordshire Tornadoes - Manchester Titans | 40 - 20   |
| 27 agosto 2017   |            | BAFA NL Division One         | Britbowl                   | Manchester Titans - London Olympians        | 46 - 23   |
| 17 marzo 2018    | Manchester | Sapphire Series Division One | Finale 3º - 4º posto       | London Warriors - Manchester Titans         | 34 - 0    |
| 26 agosto 2018   |            | BAFA NL Premiership          | Semifinale                 | London Warriors - Manchester Titans         | 43 - 0    |
| 18 agosto 2019   |            | BAFA NL Premiership          | Finale 3º - 4º posto       | London Warriors - Manchester Titans         | 63 - 0    |
| 3 settembre 2022 |            | BAFA NL Premiership          | Britbowl                   | Manchester Titans - London Warriors         | 37 - 7    |

## Palmarès
- 1 Britbowl/Titolo britannico (2022)
- 1 Britbowl di 2º livello/Titolo britannico di 2º livello (2017)